# Bactrocera erubescentis
Bactrocera erubescentis
 es una especie de díptero que Drew y Albany Hancock describieron por primera vez en 1981. Bactrocera erubescentis pertenece al género Bactrocera de la familia Tephritidae. 